# Leader stagionali NBA in palle rubate
Questa voce contiene la lista dei leader stagionali NBA in palle rubate.
Il riconoscimento, assegnato al giocatore che al termine della stagione regolare ha la più elevata media di palle rubate a partita (abbreviata in inglese con l'acronimo "SPG": steals per game), è nato dalla stagione 1973–1974. Per poter concorrere al titolo di migliore per palle rubate occorre che un giocatore abbia disputato almeno 70 partite o, in alternativa, abbia fatto registrare un minimo di 125 palle rubate.

## Elenco vincitori
| * | Membro del Naismith Memorial Basketball Hall of Fame |

| Stagione  | Giocatore                  | Pos. | Squadra                               | Partite giocate | Recuperi totali | Recuperi a partita | Note          |
| --------- | -------------------------- | ---- | ------------------------------------- | --------------- | --------------- | ------------------ | ------------- |
| 1973-1974 | Larry Steele               | G/A  | Portland Trail Blazers                | 81              | 217             | 2,68               | [ 3 ] [ 4 ]   |
| 1974-1975 | Rick Barry*                | A    | Golden State Warriors                 | 80              | 228             | 2,85               | [ 5 ] [ 6 ]   |
| 1975-1976 | Slick Watts                | G    | Seattle SuperSonics                   | 82              | 261             | 3,18               | [ 7 ] [ 8 ]   |
| 1976-1977 | Don Buse                   | G    | Indiana Pacers                        | 81              | 281             | 3,47               | [ 9 ] [ 10 ]  |
| 1977-1978 | Ron Lee                    | G    | Phoenix Suns                          | 82              | 225             | 2,74               | [ 11 ] [ 12 ] |
| 1978-1979 | M.L. Carr                  | G    | Detroit Pistons                       | 80              | 197             | 2,46               | [ 14 ] [ 15 ] |
| 1979-1980 | Micheal Ray Richardson     | G/A  | New York Knicks                       | 82              | 265             | 3,23               | [ 16 ] [ 17 ] |
| 1980-1981 | Magic Johnson*             | G/A  | Los Angeles Lakers                    | 37              | 127             | 3,43               | [ 19 ] [ 20 ] |
| 1981-1982 | Magic Johnson* (2)         | G/A  | Los Angeles Lakers                    | 78              | 208             | 2,67               | [ 20 ] [ 22 ] |
| 1982-1983 | Micheal Ray Richardson (2) | G/A  | Golden State Warriors New Jersey Nets | 64              | 182             | 2,84               | [ 17 ] [ 24 ] |
| 1983-1984 | Rickey Green               | G    | Utah Jazz                             | 81              | 215             | 2,65               | [ 25 ] [ 26 ] |
| 1984-1985 | Micheal Ray Richardson (3) | G/A  | New Jersey Nets                       | 82              | 243             | 2,96               | [ 17 ] [ 27 ] |
| 1985–86   | Alvin Robertson            | G    | San Antonio Spurs                     | 82              | 301             | 3,67               | [ 28 ] [ 29 ] |
| 1986-1987 | Alvin Robertson (2)        | G    | San Antonio Spurs                     | 81              | 260             | 3,21               | [ 29 ] [ 30 ] |
| 1987-1988 | Michael Jordan*            | G/A  | Chicago Bulls                         | 82              | 259             | 3,16               | [ 31 ] [ 32 ] |
| 1988-1989 | John Stockton*             | G    | Utah Jazz                             | 82              | 263             | 3,21               | [ 33 ] [ 34 ] |
| 1989-1990 | Michael Jordan* (2)        | G/A  | Chicago Bulls                         | 82              | 227             | 2,77               | [ 32 ] [ 35 ] |
| 1990-1991 | Alvin Robertson (3)        | G    | Milwaukee Bucks                       | 81              | 246             | 3,04               | [ 29 ] [ 36 ] |
| 1991-1992 | John Stockton* (2)         | G    | Utah Jazz                             | 82              | 244             | 2,98               | [ 34 ] [ 37 ] |
| 1992-1993 | Michael Jordan* (3)        | G/A  | Chicago Bulls                         | 78              | 221             | 2,83               | [ 32 ] [ 38 ] |
| 1993-1994 | Nate McMillan              | G/A  | Seattle SuperSonics                   | 73              | 216             | 2,96               | [ 39 ] [ 40 ] |
| 1994-1995 | Scottie Pippen*            | A/G  | Chicago Bulls                         | 79              | 232             | 2,94               | [ 41 ] [ 42 ] |
| 1995-1996 | Gary Payton*               | G    | Seattle SuperSonics                   | 81              | 231             | 2,85               | [ 43 ] [ 44 ] |
| 1996-1997 | Mookie Blaylock            | G    | Atlanta Hawks                         | 78              | 212             | 2,72               | [ 45 ] [ 46 ] |
| 1997-1998 | Mookie Blaylock (2)        | G    | Atlanta Hawks                         | 70              | 183             | 2,61               | [ 46 ] [ 48 ] |
| 1998-1999 | Kendall Gill               | G    | New Jersey Nets                       | 50              | 134             | 2,68               | [ 50 ] [ 51 ] |
| 1999-2000 | Eddie Jones                | G/A  | Charlotte Hornets                     | 72              | 192             | 2,67               | [ 52 ] [ 53 ] |
| 2000-2001 | Allen Iverson*             | G    | Philadelphia 76ers                    | 71              | 178             | 2,51               | [ 55 ] [ 56 ] |
| 2001-2002 | Allen Iverson* (2)         | G    | Philadelphia 76ers                    | 60              | 168             | 2,80               | [ 56 ] [ 58 ] |
| 2002-2003 | Allen Iverson* (3)         | G    | Philadelphia 76ers                    | 82              | 225             | 2,74               | [ 56 ] [ 59 ] |
| 2003-2004 | Baron Davis                | G    | New Orleans Hornets                   | 67              | 158             | 2,36               | [ 61 ] [ 62 ] |
| 2004-2005 | Larry Hughes               | G    | Washington Wizards                    | 61              | 176             | 2,89               | [ 64 ] [ 65 ] |
| 2005-2006 | Gerald Wallace             | A    | Charlotte Bobcats                     | 55              | 138             | 2,51               | [ 67 ] [ 68 ] |
| 2006-2007 | Baron Davis (2)            | G    | Golden State Warriors                 | 63              | 135             | 2,14               | [ 62 ] [ 70 ] |
| 2007-2008 | Chris Paul                 | G    | New Orleans Hornets                   | 80              | 217             | 2,71               | [ 71 ] [ 72 ] |
| 2008-2009 | Chris Paul (2)             | G    | New Orleans Hornets                   | 78              | 216             | 2,77               | [ 72 ]        |
| 2009-2010 | Rajon Rondo                | G    | Boston Celtics                        | 81              | 189             | 2,33               | [ 73 ]        |
| 2010-2011 | Chris Paul (3)             | G    | New Orleans Hornets                   | 79              | 187             | 2,37               | [ 72 ]        |
| 2011-2012 | Chris Paul (4)             | G    | Los Angeles Clippers                  | 60              | 152             | 2,53               | [ 72 ]        |
| 2012-2013 | Chris Paul (5)             | G    | Los Angeles Clippers                  | 70              | 169             | 2,41               | [ 72 ]        |
| 2013-2014 | Chris Paul (6)             | G    | Los Angeles Clippers                  | 62              | 154             | 2,48               | [ 72 ]        |
| 2014-2015 | Kawhi Leonard              | A    | San Antonio Spurs                     | 64              | 148             | 2,31               | [ 75 ]        |
| 2015-2016 | Stephen Curry              | G    | Golden State Warriors                 | 79              | 169             | 2,14               | [ 76 ]        |
| 2016-2017 | Draymond Green             | A    | Golden State Warriors                 | 76              | 154             | 2,03               | [ 77 ]        |
| 2017-2018 | Victor Oladipo             | G    | Indiana Pacers                        | 75              | 177             | 2,36               | [ 78 ]        |
| 2018-2019 | Paul George                | A    | Oklahoma City Thunder                 | 77              | 170             | 2,21               | [ 79 ]        |
| 2019-2020 | Ben Simmons                | G/A  | Philadelphia 76ers                    | 57              | 119             | 2,09               | [ 80 ]        |
| 2020-2021 | Jimmy Butler               | A    | Miami Heat                            | 52              | 108             | 2,08               | [ 81 ]        |
| 2021-2022 | Dejounte Murray            | G    | San Antonio Spurs                     | 68              | 138             | 2,09               | [ 82 ]        |
| 2022-2023 | OG Anunoby                 | A    | Toronto Raptors                       | 67              | 128             | 1,91               | [ 83 ]        |
| 2023-2024 | De'Aaron Fox               | G    | Sacramento Kings                      | 74              | 150             | 2,03               | [ 84 ]        |
| 2024-2025 | Dyson Daniels              | G    | Atlanta Hawks                         | 76              | 229             | 3,01               | [ 85 ]        |

## Statistiche

### Plurivincitori
| Titoli vinti | Nome                   |
| ------------ | ---------------------- |
| 6            | Chris Paul             |
| 3            | Michael Jordan         |
| 3            | Micheal Ray Richardson |
| 3            | Alvin Robertson        |
| 3            | Allen Iverson          |
| 2            | John Stockton          |
| 2            | Baron Davis            |
| 2            | Magic Johnson          |
| 2            | Mookie Blaylock        |

### Record
Alvin Robertson detiene il record per il maggior numero di recuperi (301) e la miglior media (3,67) in una singola stagione, quella 1985–1986.
Chris Paul si è aggiudicato il numero record di 6 titoli annuali come leader in palle rubate, inoltre si è aggiudicato 4 titoli consecutivi, il che costituisce un record assoluto .

### Accoppiate
Tre giocatori hanno vinto il titolo di miglior recuperatore di palloni e il titolo NBA nella medesima stagione: Rick Barry (1975, Golden State Warriors), Magic Johnson (1982, Los Angeles Lakers) e Michael Jordan (1993, Chicago Bulls).

#### Leader in palle rubate e punti
Tre cestisti (per un totale di 6 volte) hanno vinto il riconoscimento di miglior marcatore e leader nei recuperi nella stessa stagione:
- Michael Jordan: 1988, 1990 e 1993
- Allen Iverson: 2001 e 2002
- Stephen Curry: 2016

#### Recuperi, punti e MVP
Michael Jordan nel 1988, Allen Iverson nel 2001 e Stephen Curry nel 2016 furono inoltre eletti anche MVP.

#### Leader in palle rubate e assist
5 giocatori hanno guidato la classifica delle palle rubate e degli assist nella medesima stagione:
- Slick Watts (1975-1976)
- Don Buse (1976-1977)
- Micheal Ray Richardson (1979-1980)
- John Stockton (1988-1989, 1991-1992)
- Chris Paul (2007-2008, 2008-2009, 2013-2014)